# Pantalla electroluminescent
Una Pantalla Electroluminescent  (ELDs) és un tipus de pantalla plana creada intercalant (com un sandwich) una capa de material electroluminescent com l'arsenur de gal·li (GaAs) entre dues capes conductores. Quan circula el corrent, la capa de material emet radiació en forma de llum visible. L'electroluminescència (EL) és un fenomen òptic i elèctric on un material emet llum com a resposta a un corrent elèctric que passa a través d'ell, o a un camp elèctric extern de força suficient.

## Funcionament
La pantalla ELD Funciona excitant àtoms en passar un corrent elèctric a través seu, fent que s'emetin fotons. Modificant el material que s'està excitant, es pot canviar el color de la llum emesa. La Pantalla es construeix utilitzant com d'elèctrodes, tires planes i opaques paral·leles entre si, recobertes d'una capa de material electroluminescent, seguit per una altra capa de tires d'elèctrodes, perpendiculars a les de la capa de sota. Aquesta capa superior d'elèctrodes ha de ser transparent per tal de deixar passar la llum que formarà la imatge que ha de veure l'espectador. A cada intersecció, el material s'il·lumina quan hi ha camp elèctric, generant un píxel.

## Abreviatures
- AMEL (Active Matrix Electroluminescence) Electroluminescència Matricial Activa
- TFEL (Thin Film Electroluminescence) Electroluminescència de Pel·lícula Prima
- TDEL (Thick Dielectric Electroluminescence) Electroluminescència de Dielèctric Gruixut